# Callistemon phoeniceus
Callistemon phoeniceus är en myrtenväxtart som beskrevs av John Lindley. Callistemon phoeniceus ingår i släktet lampborstar, och familjen myrtenväxter. Inga underarter finns listade i Catalogue of Life.

## Bildgalleri

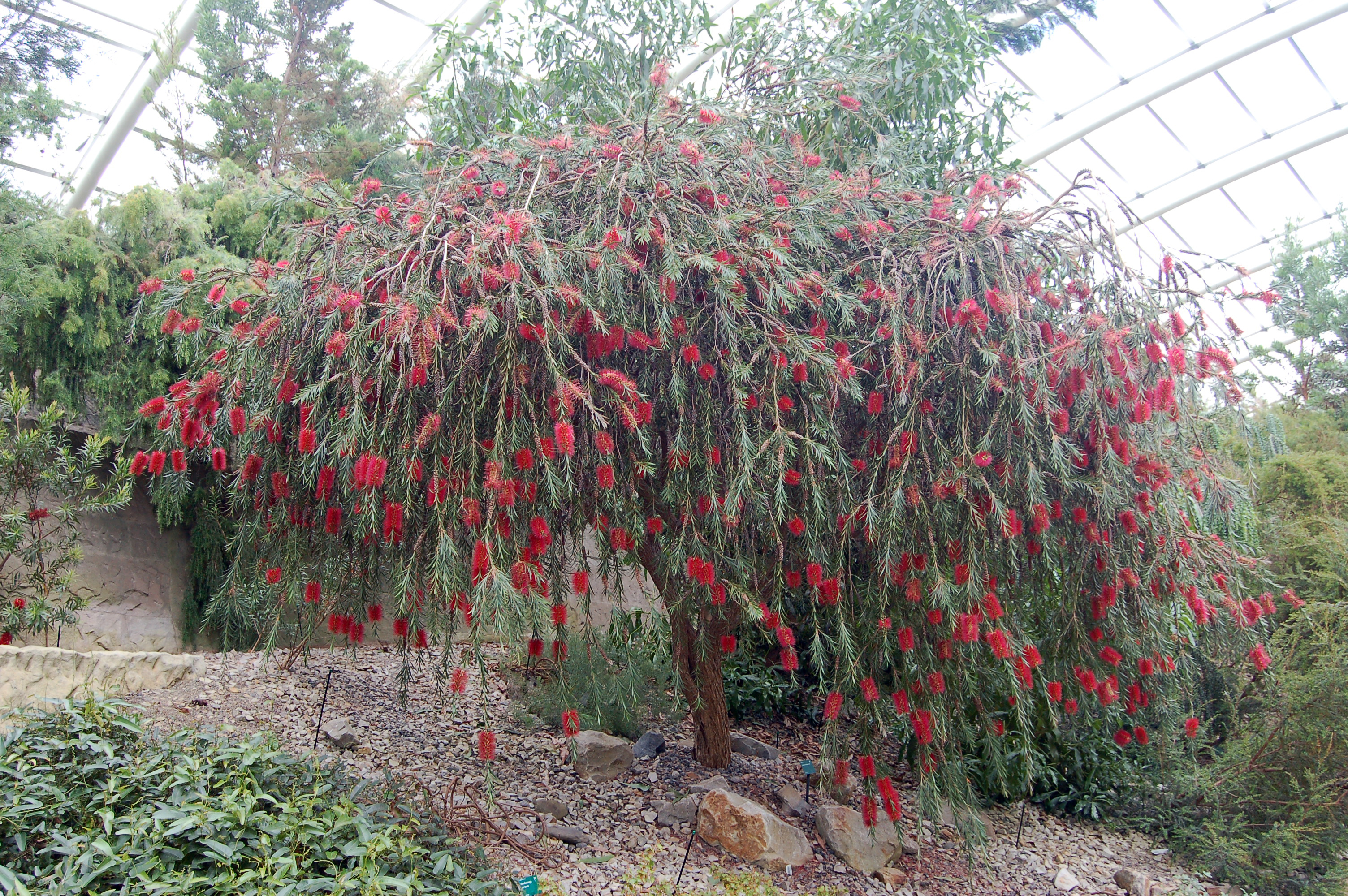
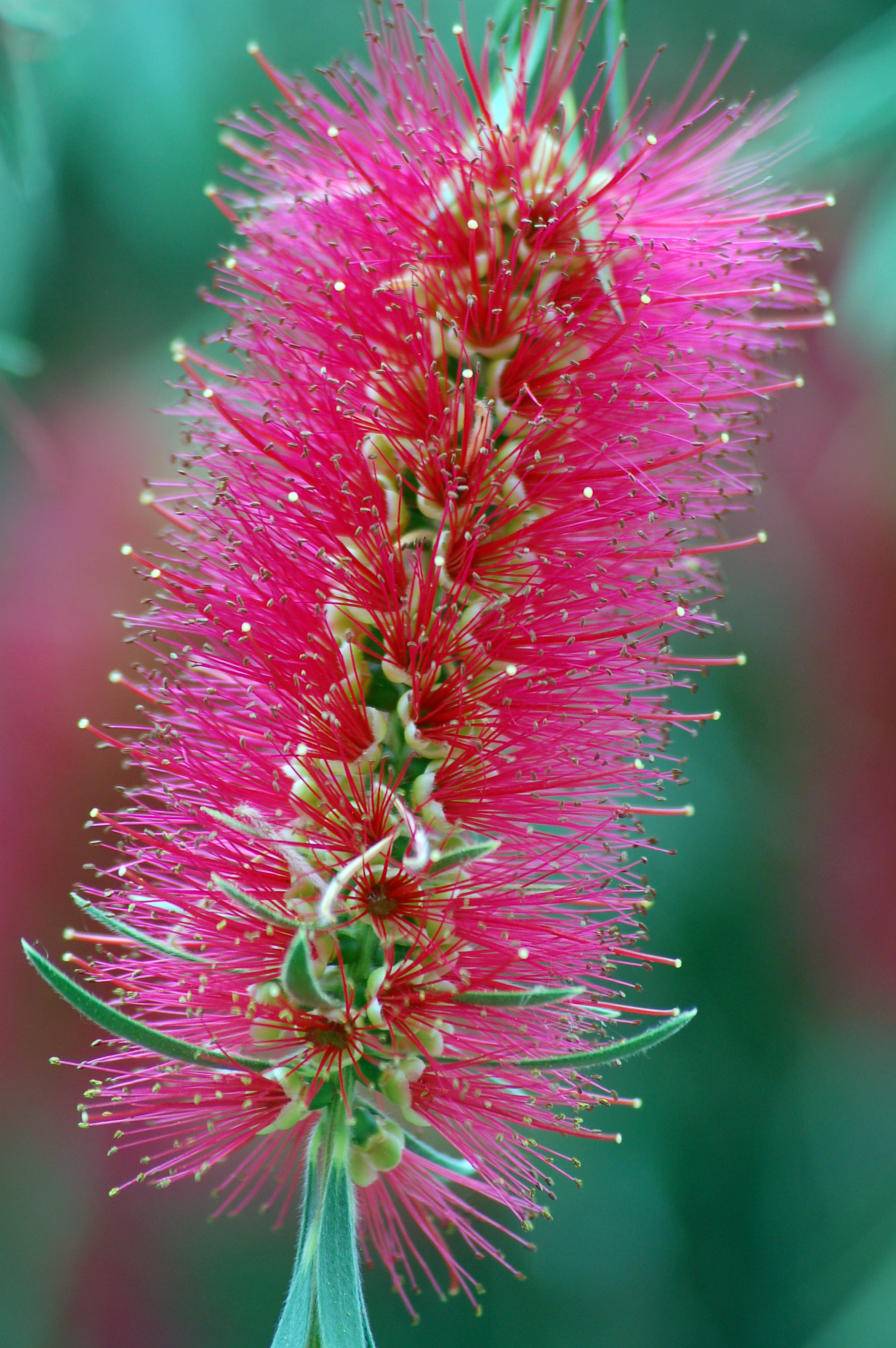